# Интернационални универзитет у Сарајеву
Интернационални универзитет у Сарајеву је приватни универзитет који се налази у Сарајеву. Отворен је за студенте из целог света, а језик наставе и комуникације је енглески. Нуди четворогодишње образовање по Болоњском процесу.
Има преко 1.650 студената из 55 земаља и академско особље из 20 земаља који обављају академске и истраживачке активности у различитим дисциплинама науке, инжењерства, уметности и друштвених наука. Нуди многе врсте стипендија, посебно за студенте из Босне и Херцеговине.

## Организација
Интернационални универзитет у Сарајеву нуди основне, мастер и докторске академске студије на пет факултета:
- Факултет природних и техничких наука
- Факултет уметности и друштвених наука
- Факултет менаџмента и јавне управе
- Правни факултет
- Едукацијски факултет

## Студентски домови
У јуну 2009. Интернационални универзитет у Сарајеву отворио је прву зграду мушког студентског дома смештајног капацитета за 220 особа. Године 2010. отворен је и студентски дом за девојке. Студентски дом располаже собама са два и пет кревета. Свака соба има своје купатило и већина њих има сопствени простор за учење. Бесплатна Wi-Fi мрежа је осигурана на целом подручју кампуса.